# بحيرة أغول
بحيرة أغول ( Aghgol، تترجم حرفيا. البحيرة البيضاء) هي بحيرة مالحة كبيرة تقع في أرض كور أراز المنخفضة، وتحديداً منطقة آقجبدي ومقاطعة إيمشلي في أذربيجان. وهي ثاني أكبر بحيرة من بين 450 بحيرة في البلاد. تعتبر أغول موطنًا مهمًا في أذربيجان والقوقاز للأحياء البرية. تقع البحيرة ضمن أراضي متنزه أغول الوطني، وهو جزء من نظام الأراضي الرطبة، وهو موقع مهم للطيور المهاجرة، خاصة بالنسبة للأنواع المهددة بالانقراض عالميًا التي تتوقف وتتكاثر في البحيرة.

### المنطقة المحمية
غالبًا ما توصف أغول بأنها بحيرة ذات فرط في المغذيات. تبلغ مساحتها الإجمالية نحو 56.2 كـم2 (21.7 ميل2) وحجم المياه فيها 44.7 مليون متر3. يبلغ متوسط عمق المياه 0.8 متراً وأقصى عمق 2.5 متراً. تميل مستويات المياه إلى الانخفاض في أغسطس. في الخريف، يرتفع منسوب المياه ويبلغ ذروته خلال موسم الأمطار في الربيع. في البحيرة جزيرتان (مساحتهما 10 هكتارات) يغطيهما القصب. في عام 1978، تم إعلان منطقة البحيرة محمية بأعلى مستوى من الحماية المتاحة فقط للبحث العلمي. في عام 2001، اعتُرف بالأهمية العالمية للبحيرة دوليًا عندما أعلنت المنطقة كمنطقة مهمة للطيور (IBA) وسجّلت في قائمة أراضي رامسار الرطبة ذات الأهمية الدولية. لذلك، في عام 2003، تم توسيع المنطقة المحمية بموجب مرسوم رئاسي لتغطي مساحة 18,000 ها (180 كـم2) . تدير وزارة البيئة والموارد الطبيعية في جمهورية أذربيجان المحمية. وتشرف الوزارة على أنشطة المحافظة على النباتات والحيوانات بالمحمية وحمايتها من الصيد غير المشروع وصيد الأسماك.

### المناخ
لا تتجمد البحيرة عادة مع استثناءات قليلة بسبب ندرة الصقيع الشديد. يصل إجمالي هطول الأمطار السنوي في البحيرة إلى 332 مم، أما الحد الأدنى فهو 13 ملم ويسجل في أغسطس والحد الأقصى للهطور 37 ملم في مارس.

## تأثير نزاع كاراباخ
بسبب نزاع ناغورنو كاراباخ، أعيد توطين اللاجئين الأذربيجانيين والمشردين داخلياً من كاراباخ وأرمينيا في العديد من مناطق أذربيجان، حيث تركّز جزء كبير منهم في منطقة أغجابادي؛ أعيد توطين العديد من اللاجئين في قرى حول أغول. بسبب نقص الغذاء، أدى ذلك إلى زيادة الصيد غير القانوني، ما أثر على حيوانات البحيرة.

## أنظر أيضاً
- متنزه أغول الوطني
- محمية ولاية جيزيل أجاش
- بحيرة ساريسو
- الأنهار والبحيرات في أذربيجان

## روابط خارجية
- صورة بالقمر الصناعي لساريسو من GeoNames

قالب:Rivers and lakes in Azerbaijan